# Tobias Dahm
Tobias Dahm (23 maggio 1987) è un pesista tedesco.

## Palmarès
| Anno | Manifestazione  | Sede           | Evento         | Risultato | Misura  | Note |
| ---- | --------------- | -------------- | -------------- | --------- | ------- | ---- |
| 2015 | Europei indoor  | Praga          | Getto del peso | 8º        | 19,58 m |      |
| 2016 | Mondiali indoor | Portland       | Getto del peso | 8º        | 20,22 m |      |
| 2016 | Europei         | Amsterdam      | Getto del peso | 7º        | 20,25 m |      |
| 2016 | Giochi olimpici | Rio de Janeiro | Getto del peso | 22º (q)   | 19,62 m |      |